# Мадона дела Карита (Терамо)
Мадона дела Карита (итал. Madonna della Carità) је насеље у Италији у округу Терамо, региону Абруцо.
Према процени из 2011. у насељу је живело 303 становника. Насеље се налази на надморској висини од 281 м.